# Éparchie d'Oulan-Oudé
L'éparchie d'Oulan-Oudé (en russe : Улан-Удэнская епа́рхия , Oulan-Oudenskaïa eparkhiïa, en russe : Улаан-Үдын епархи, Ulaan-Udyn eparkhi) est une éparchie (diocèse dans le monde orthodoxe) de l'Église orthodoxe russe, regroupant les paroisses et monastères du sud et de l'ouest de la république de Bouriatie.

## Géographie
L'éparchie s'étend sur la ville d'Oulan-Oudé et les raïons de Bitchoura, de Djida, de Zaïgraïevo, de Zakamensk, d'Ivolguinsk, de Kabansk, de Kiakhta, de Moukhorchibir, de l'Oka, Baïkalien, de la Selenga, de Tarbagataï et de la Tounka. Elle fait partie de la métropolie de Bouriatie avec l'éparchie de Severobaïkalsk.

## Histoire
L'évêque orthodoxe de Tchita Eusèbe (Rojdestvenski) souhaitait faire de Verkhnéoudinsk le siège de l'évêque suffrageant de la Selenga à l'été 1929. Il proposa ensuite de créer une éparchie séparée couvrant le territoire de la république socialiste soviétique autonome bouriate. Le 5 octobre 1933, un évêque est nommé pour cette nouvelle éparchie de Verkhénoudinsk, mais après sa retraite le 11 octobre 1934, aucune autre nomination n'est effectuée. L'éparchie revient à nouveau à celle de Tchita, et une fois que cette dernière est supprimée, le territoire revient à l'éparchie d'Irkoutsk et de Tchita. 
Le 21 avril 1994, l'éparchie de Tchita et de Transbaïkalie est recréée. La proposition de créer une éparchie à Oulan-Oudé est exprimée par Guennadi Aïdaïev, maire d'Oulan-Oudé, en avril 2007. Le président de Bouriatie Viatcheslav Nagovitsyne demande en juillet 2009 au patriarche Cyrille la création d'une éparchie.  Le 10 octobre 2009, l'éparchie d'Oulan-Oudé et de Bouriatie est créée sur le territoire bouriate de l'éparchie de Tchita. Le 5 mai 2015, l'éparchie de Severobaïkalsk est créée sur les territoires septentrionaux et orientaux de la Bouriatie de l'éparchie d'Oulan-Oudé. Les deux éparchies sont alors réunies dans la nouvellement formée métropolie de Bouriatie.

### Ordinaires
- Savvaty (Antonov) (10 octobre 2009 - 25 août 2020)[2]
- Joseph (Balabanov), depuis le 25 août 2020[2]

## Doyennés

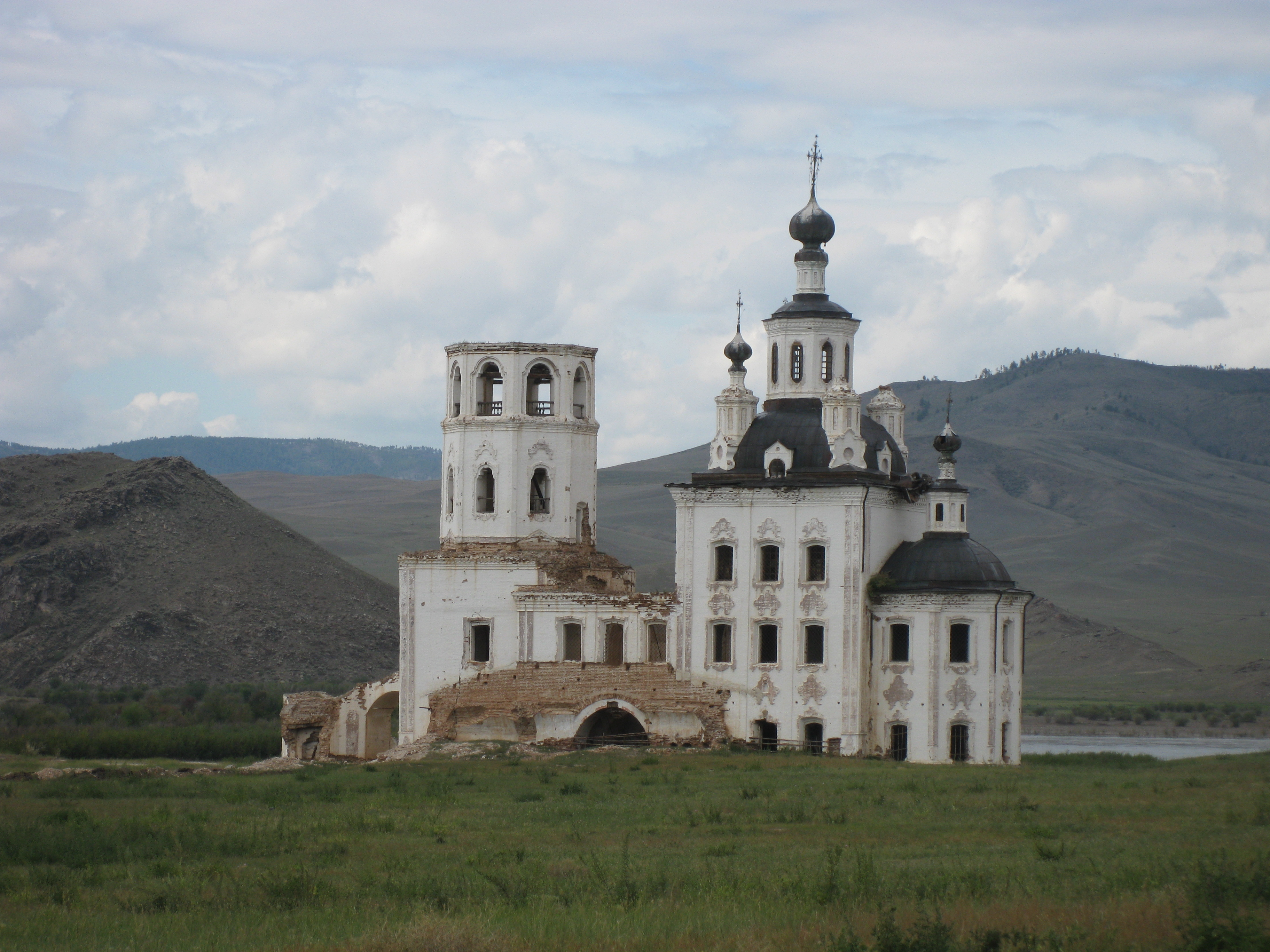
Église abandonnée du Sauveur de Selenguinsk.

L'éparchie d'Oulan-Oudé est divisée en huit doyennés (novembre 2024):
- 1re doyenné de Zaigraïevo ;
- 2e doyenné de Kabansk ;
- 3e doyenné de Kiakhta ;
- 4e doyenné de Moukhorchibir ;
- 5e doyenné du Baïkal ;
- 6e doyenné de la Tounka ;
- 7e doyenné d'Oulan-Oudé ;
- 8e doyenné de Monastyr.

## Monastères
Monastères actifs:

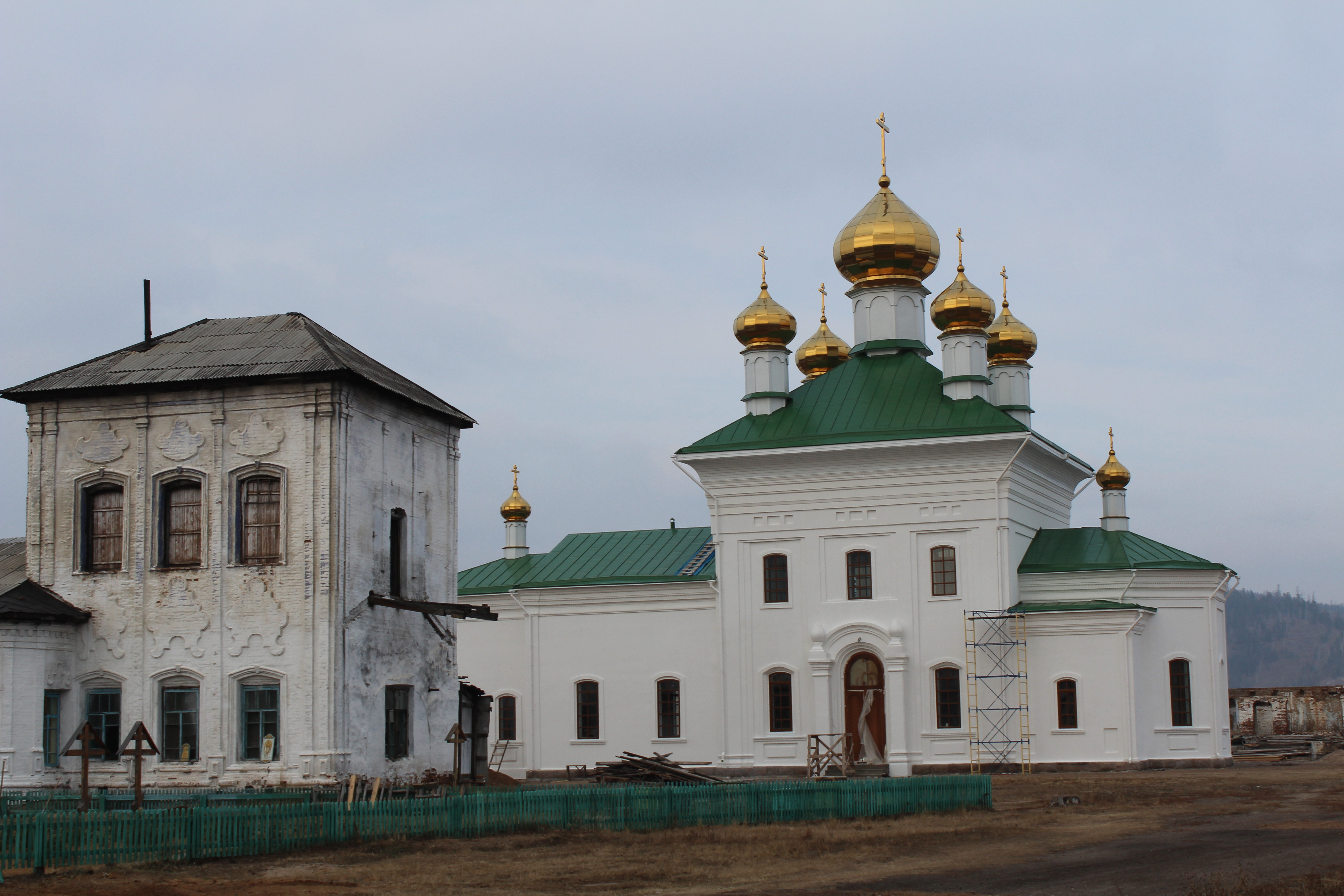
Monastère de la Sainte-Trinité de la Selenga.

- Monastère de la Transfiguration du Sauveur à Possolskoïe (raïon de Kabansk, masculin) ;
- Monastère de la Sainte-Trinité de la Selenga à Troïtskoïe (raïon Baïkalien, masculin) ;
- Monastère Sretenski à Batournio (raïon Baïkalien, féminin)[1].